# أم النعام الشرقية (المفرق)
أم النعام الشرقية منطقة سكنية تقع في لواء قصبة المفرق، محافظة المفرق في الأردن. تنتمي المنطقة لقضاء المفرق الذي يضم 12 منطقة. يقدر عدد سكانها بـ 1852 نسمة حسب إحصاء 2015.

## الوصلات الخارجية
- دائرة الاحصاءات العامة